# Hurricane (Virginia Occidentale)
Hurricane è un comune degli Stati Uniti d'America, nella contea di Putnam nello Stato della Virginia Occidentale.